# Réunionkwak
De Réunionkwak (Nycticorax duboisi) is een uitgestorven vogel uit de reigerfamilie.

## Verspreiding en leefgebied
De soort kwam voor op Réunion.